# Franz Fuchsberger
Franz Fuchsberger (Wolfsbach, 28 settembre 1910 – Linz, 27 ottobre 1992) è stato un calciatore austriaco.

## Carriera

### Club
Ha militato nel SV Urfahr di Linz, nella Lega dell'Alta Austria basata su giocatori dilettanti non associata al campionato austriaco professionistico, che a quel tempo era limitato alla zona di Vienna. Durante la seconda guerra mondiale ha giocato nel Rapid Vienna, all'epoca militante nel campionato di calcio tedesco, con cui ottenne il settimo posto della Gauliga XVII 1943-1944.

### Nazionale
Fuchsberger è stato per diversi anni un punto fermo della nazionale dilettantistica austriaca. Debuttò il 1º settembre 1930 nella vittoria per 3-1 sulla Cecoslovacchia a Brno. Dall'allenatore Jimmy Hogan nel 1936 fu portato alle Olimpiadi di Berlino, insieme al compagno di club Karl Wahlmüller. Franz Fuchsberger venne schierato come ala sinistra in tutte e quattro le partite della squadra austriaca, che venne sconfitta a Berlino nella finale olimpica dall'Italia ai tempi supplementari per 2-1. Come riconoscimento per la sua buona prestazione ai Giochi Olimpici, l'attaccante fu convocato da Hugo Meisl nella squadra nazionale dei professionisti. Così il 27 settembre 1936, contro l'Ungheria scese in campo con la nazionale austriaca il primo giocatore di un club non viennese.

## Statistiche

### Cronologia presenze e reti in Nazionale
| Cronologia completa delle presenze e delle reti in nazionale ― Austria | Cronologia completa delle presenze e delle reti in nazionale ― Austria | Cronologia completa delle presenze e delle reti in nazionale ― Austria | Cronologia completa delle presenze e delle reti in nazionale ― Austria | Cronologia completa delle presenze e delle reti in nazionale ― Austria | Cronologia completa delle presenze e delle reti in nazionale ― Austria | Cronologia completa delle presenze e delle reti in nazionale ― Austria | Cronologia completa delle presenze e delle reti in nazionale ― Austria |
| Data                                                                   | Città                                                                  | In casa                                                                | Risultato                                                              | Ospiti                                                                 | Competizione                                                           | Reti                                                                   | Note                                                                   |
| ---------------------------------------------------------------------- | ---------------------------------------------------------------------- | ---------------------------------------------------------------------- | ---------------------------------------------------------------------- | ---------------------------------------------------------------------- | ---------------------------------------------------------------------- | ---------------------------------------------------------------------- | ---------------------------------------------------------------------- |
| 5-8-1936                                                               | Berlino                                                                | Austria                                                                | 3 – 1                                                                  | Egitto                                                                 | Olimpiadi 1936 - Ottavi di finale                                      | -                                                                      |                                                                        |
| 8-8-1936                                                               | Berlino                                                                | Perù                                                                   | 4 – 2                                                                  | Austria                                                                | Olimpiadi 1936 - Quarti di finale                                      | -                                                                      | [ 3 ]                                                                  |
| 11-8-1936                                                              | Berlino                                                                | Austria                                                                | 3 – 1                                                                  | Polonia                                                                | Olimpiadi 1936 - Semifinale                                            | -                                                                      |                                                                        |
| 15-8-1936                                                              | Berlino                                                                | Austria                                                                | 1 – 2 dts                                                              | Italia                                                                 | Olimpiadi 1936 - Finale                                                | -                                                                      |                                                                        |
| 27-9-1936                                                              | Budapest                                                               | Ungheria                                                               | 5 – 3                                                                  | Austria                                                                | Coppa Internazionale 1936-1938                                         | -                                                                      |                                                                        |
| Totale                                                                 |                                                                        | Presenze                                                               | 5                                                                      |                                                                        | Reti                                                                   | 0                                                                      |                                                                        |